# 劇団バスガスガスガス
劇団バスガスガスガス（げきだんばすがすがすがす）は日本の劇団。吉高寿男が主宰する。過去には数名の俳優が所属していたが、現在は所属俳優を一切持たない。

## 概要
- 2003年、『同じ窓から見た12人』公演で旗揚げ。当初の劇団名は演会。
- 多くの作品がワンシチュエーションで構成されており、その作風はドラマチックコントと形容される。
- ちょっとした勘違いや嘘が行き違うことでストーリーは進行する。
- 劇団ロゴやTシャツ、チラシやパンフレットのデザインは朝日昇が担当している。
- お笑いライブにも多数出演、賞レースを総なめにした。
- 現在は吉高が脚本家活動に専念する為、活動休止中である。

## 主な公演
- 同じ窓から見た12人
- 裏偉人伝
- 中の人々
- 同じ窓から見た12人（再演）
- 1010号法廷の奇跡
- 高砂事変（池袋シアターグリーンビックツリー）
- トンネルを抜けると僕の弁当がなかった
- 前田（赤坂レッドシアター）
- ザ 告別式